# Comănești

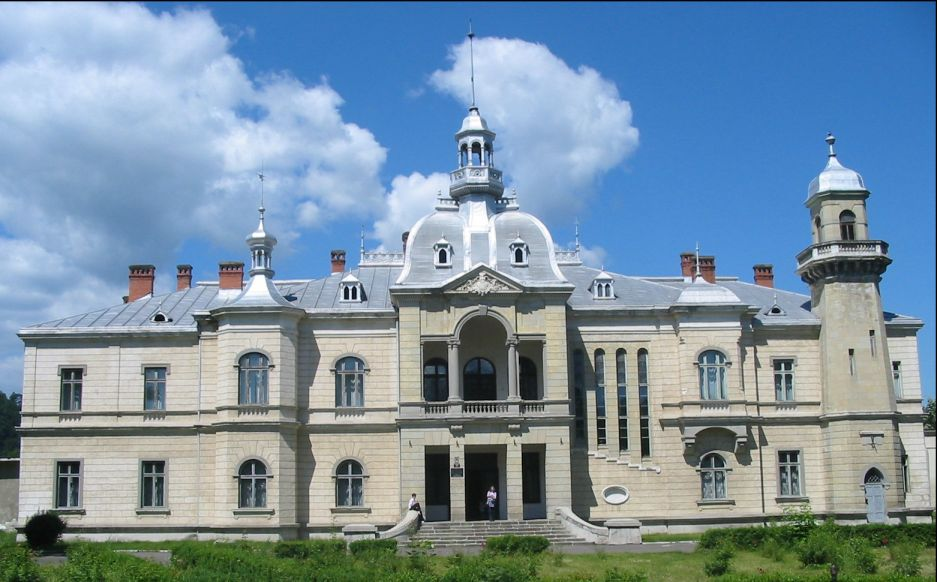
Ghicapalatset.

Comănești är en stad i județet Bacău i nordöstra Rumänien. Befolkningen uppgick till 19 568 invånare under folkräkningen 2011. Den ligger längs floden Trotuș, som flyter mellan bergen Cluc och Tarcău.

## Historia
Området kring Comănești har varit befolkat sedan neolitisk tid, och neolitiska arkeologiska fynd har hittats i staden. Första gången Comănești nämns i skriftliga källor är 1657, och dess första förekomst på en karta är från 1696.
Under det sena 1700-talet och framåt har staden varit familjen Ghicas domän, och de höll sig i staden fram till mitten av 1900-talet. Familjen lämnade efter sig Ghicapalatset, som idag är ett museum, parken vid museet och järnvägsstationen.
Under somrarna 2004, 2005 och 2006 drabbades orten hårt av översvämningar från Trotuș.

## Industri
Staden hade 2003 en arbetslöshet på 18,1%, vilket är mycket högre än landets genomsnitt, och staden klassades då som en underutvecklad region. Gruvan, som 1989 var en arbetsplats för 5 000 personer, stängdes 2005, och gjorde att 260 personer förlorade jobbet. Den andra större industrin i staden är skogsbruk, men även det stora skogsbruket är stängt. Området domineras idag av mindre företag.
På senare tid har initiativ för att attrahera investeringar i stadens industri och turism tagits.